# Ugron-kastély (Mezőzáh)
A mezőzáhi Ugron-kastély műemlék épület Romániában, Maros megyében. A romániai műemlékek jegyzékében az  MS-II-a-A-16073 sorszámon szerepel.